# Zagubiona autostrada
Zagubiona autostrada (ang. Lost Highway) – francusko-amerykański film z 1997 w reżyserii Davida Lyncha. Scenariusz jest wspólnym dziełem Davida Lyncha i Barry'ego Gifforda.
Jest uznawany za jeden z filmów stylu neo-noir.
W filmie epizodycznie występują muzycy grupy Marilyn Manson (lider i basista Twiggy Ramirez), których muzyka, obok kompozycji Rammstein, Angela Badalamentiego, The Smashing Pumpkins, Davida Bowiego i Trenta Reznora z Nine Inch Nails znalazła się na ścieżce dźwiękowej do filmu.

## Obsada
- Bill Pullman – Fred Madison
- Patricia Arquette – Renee Madison i Alice Wakefield
- Michael Massee – Andy
- Robert Blake – Mystery Man
- Balthazar Getty – Pete Dayton
- Natasha Gregson Wagner – Shelia
- Robert Loggia – pan Eddy/Dick Laurent
- Marilyn Manson – gwiazda porno
- Twiggy Ramirez – gwiazda porno
- John Roselius – detektyw Al
- Louis Eppolito – detektyw Ed
- Richard Pryor – Arnie
- Gary Busey – William Dayton
- Lucy Butler – Candace Dayton
- Giovanni Ribisi – Steve "V"
- Henry Rollins – strażnik Henry

## Opis fabuły
Fabuła utworu wymyka się logicznej interpretacji. Sam reżyser przyznaje, że stworzenie przejrzystej opowieści nie było jego celem. W zamyśle film ma oddziaływać na widza poprzez serię zaskakujących zdarzeń, obrazów i dialogów. Każdy widz może wyrobić sobie prywatne zdanie na temat przedstawionych wydarzeń i układać ich znaczenie według własnej woli. W filmie dominuje mroczna atmosfera niespójnego świata o zakłóconej chronologii i przyczynowości, wszechobecnego zła i zagrożenia.
Film zaczyna się sceną, podczas której Fred Madison słyszy w domofonie słowa "Dick Laurent nie żyje". Fred jest saksofonistą, gra w klubie. Tego wieczora żona postanawia zostać w domu, aby poczytać. W przerwie występu Fred dzwoni do żony, ta jednak nie odbiera, po powrocie zastaje ją śpiącą w sypialni.
Rankiem pani Madison odnajduje tajemniczą kasetę wideo pod drzwiami. Otwiera ją z wyraźną obawą. Na kasecie sfilmowana jest fasada domu Madisonów. Renee stwierdza z ulgą iż to zapewne "od agenta nieruchomości". Kobieta nosi się w charakterystyczny sposób – ciemne włosy, ubrana w brązy, czarny lakier na paznokciach.
Fred podejrzewa żonę o zdradę, przypomina sobie gdy wychodziła z klubu w towarzystwie ich znajomego – Andy'ego. Następuje nieudane zbliżenie małżonków, Fred jest sfrustrowany. Mężczyzna zaczyna opowiadać swój sen – szukał w domu wołającej go po imieniu Renee, ale zamiast niej odnalazł "kogoś, kto nie był nią". Widać obraz z perspektywy pierwszej osoby, gwałtowny najazd na krzyczącą Renee, cięcie. Fred widzi Mystery Mana zamiast twarzy małżonki.
Następnego dnia Renee znajduje drugą kasetę wideo, na filmie widać tym razem także śpiących Madisonów. Zostaje wezwana policja, podczas spotkania Renee oznajmia że Fred nie znosi kamer wideo. Fred dodaje: "Wolę pamiętać rzeczy po swojemu, niekoniecznie tak jak się wydarzyły". Detektywi nie są w stanie znaleźć śladów włamania, sugerują włączenie alarmu.
Przyjęcie u Andy'ego, Fred spotyka Mystery Mana, który podczas rozmowy stwierdza że właśnie teraz jest w domu Madisonów i Fred jest tym, który go zaprosił. Fred dzwoni do domu i faktycznie telefon odbiera jego rozmówca. Gdy Mystery Man podaje telefon Fredowi, widać, iż ten drugi ma mały tatuaż na dłoni. Madison rozmawia następnie z Andym, który nie wie, kim jest tajemniczy gość, stwierdza jedynie, że to znajomy Dicka Laurenta. Na wiadomość od Freda że Dick Laurent nie żyje – reaguje z konsternacją.
Madisonowie wracają do siebie, po drodze Fred dowiaduje się, że żona pracowała dla Andy'ego (poznali się w klubie u Malkiego), ale nie pamięta, co to była za praca. Podjeżdżają pod dom, ktoś jest w środku, błyska światło. Mężczyzna prosi żonę, aby została w samochodzie, sam sprawdza dom, który okazuje się być pusty. Dzwoni telefon, Fred nie odbiera. Mężczyzna wraca po swoją żonę, która jest w złoconej sukni. Renee idzie do łazienki, Fred znika w mroku korytarza. Żona go szuka i woła po imieniu, po czym idzie do sypialni. Fred wyłania się z mroku – scena jest bardzo podobna do snu mężczyzny (Fred jest identycznie ubrany).
Rankiem Fred przynosi trzecią kasetę, Renee nigdzie nie ma. Na filmie widać scenę morderstwa – zakrwawiony Fred otoczony szczątkami swojej żony. Fred krzyczy, gwałtowne cięcie i następuje scena przesłuchania, podczas którego mężczyzna nie przyznaje się do zabójstwa.
Fred zostaje skazany na śmierć, jest umieszczony w celi, zaczynają go nękać wizje ze sceny zabójstwa połączone z nieznośnym bólem głowy. Skazany prosi strażników o środek przeciwbólowy, dialog strażników: "Ten zabójca żony wygląda naprawdę kiepsko", drugi odpowiada: "Który?"
Madison widzi drewniany dom na pustyni (kadr zmienia się jak kurtyna w teatrze). Dom płonie jak na filmie puszczonym od tyłu. Zaczyna błyskać światło, rankiem w celi strażnicy odnajdują Peta Daytona zamiast Freda.
Pete zostaje zwolniony z aresztu, odbierają go rodzice którzy mówią o "tamtej nocy", ale nie chcą powiedzieć nic bardziej szczegółowego. Pete jest mechanikiem samochodowym, spotyka się z dziewczyną, Sheilą, która twierdzi, iż "zmienił się od tamtej nocy". Do zakładu, gdzie pracuje Peter, przyjeżdża Pan Eddy (którego detektywi rozpoznają jako Dicka Laurenta) z prośbą o naprawę samochodu. Peta zaczyna dręczyć ból głowy.
Podczas kolejnej wizyty Pan Eddy (Dick) pojawia się w towarzystwie Alice – dziewczyny bliźniaczo podobnej do Renee, jednakże jest jej przeciwieństwem pod względem szczegółów wyglądu – nosi blond włosy, ubiera się na biało, biały lakier na paznokciach. Wywiązuje się romans.
Pewnego wieczoru Alice nie może się spotkać, Pete odwiedza Sheilę. Pod względem kadrowania scena zbliżenia kochanków jest bliźniaczo podobna do tej z udziałem Freda i Renee. Na plecach mężczyzny jest widoczny mały tatuaż. Pete wraca do domu, rodzice informują go iż dzwoniła policja w sprawie "tamtej nocy". Ojciec, płacząc, mówi, że nie wyjawi, co się wtedy wydarzyło. Pete doznaje wizji sceny mordu Renee i przeszywa go ból głowy.
Do warsztatu przyjeżdża Dick Laurent i oznajmia Pete'owi, że kocha Alice i zabije każdego, kto stanie im na drodze. Następnie Alice nakłania Petera do ucieczki przed Laurentem. Dziewczyna przedstawia plan, aby okraść znajomego i tak uzyskać potrzebne do przedsięwzięcia pieniądze. Alice opowiada, iż poznali się w klubie u Malkiego (identycznie jak Renee poznała Andy'ego), znajomy załatwił jej pracę – udział w filmach pornograficznych kręconych dla Laurenta. Retrospekcja – podczas "rozmowy kwalifikacyjnej" kobieta rozbiera się przed Dickiem, mając przystawiony do głowy rewolwer.
Peter wraca do domu, na podjeździe spotyka Sheilę, następuje scena zazdrości. Z domu wybiega ojciec Petera, Sheila próbuje go nakłonić, aby powiedział o "tamtej nocy", jednak bez rezultatu. W tym momencie dzwoni telefon, Peter odbiera i rozmawia z Dickiem, który przekazuje słuchawkę Mystery Manowi. Ten drugi, podobnie jak wcześniej Fredowi, mówi, że się już znają. Mówi także: "Na dalekim wschodzie skazańca umieszcza się w takim miejscu, aby nie mógł z niego uciec", co jest aluzją do sytuacji Freda.
Peter idzie do wskazanego przez Alice domu jej znajomego, Peter ma na niego zaczekać na dole (Alice go wyśle do kuchni po drinka) i w dogodnej chwili ogłuszyć. Na miejscu wyświetlany jest film pornograficzny z udziałem Alice. Znajomym okazuje się być Andy, który zostaje uderzony przez Petera, po czym pada nieprzytomny na podłogę. Po chwili jednak wywiązuje się walka i Andy zostaje nabity na róg stołu. "Zabiłeś go" mówi Alice. Peter zauważa na szafce fotografię – jest na niej Dick, Andy, Alice oraz Renee. Peter pyta o Renee. Alice nie odpowiada, wskazuje jedynie na siebie i mówi "to ja". Petera dopadają bóle głowy, zaczyna krwawić z nosa, idzie na górę do łazienki, znajduje się jakby w hotelowym korytarzu. Mężczyzna idzie i chce otworzyć drzwi z napisem 25, jednak zmienia zdanie i otwiera te oznaczone numerem 26. Widzi scenę miłości Alice, ta z drwiną mówi: "Chciałeś ze mną porozmawiać? Zapytać się: dlaczego?"
Peter jedzie z Alice do pasera zbyć rzeczy zabrane z domu Andy'ego. Alice w tym czasie skłania się do noszenia coraz ciemniejszych rzeczy, paznokcie ma pomalowane na ciemnoniebieski kolor. Dom mieści się na pustyni – wygląda identycznie jak z wizji Freda. W środku nikogo nie ma, dziewczyna mówi, że muszą poczekać. Dochodzi do zbliżenia, Peter mówi do Alice "Pragnę cię", ta mu jednak odpowiada "Nigdy nie będziesz mnie miał". Alice wstaje i odchodzi naga do domu. Peter zamienia się we Freda. Pojawia się Mystery Man. Idą do domu, w którym – jak się okazuje – nikogo nie ma. Mystery Man mówi, że dziewczyną była Renee, a jeśli powiedziała inaczej, to kłamała. Ze wściekłością w głosie pyta również Freda: "A ty kim jesteś?!", Fred nie odpowiada, przestraszony odjeżdża samochodem. Scenę filmuje Mystery Man, widać obraz z jego kamery – jest podobny jakościowo do obrazu na kasetach wideo, które otrzymywali Madisonowie.
Scena w hotelu Lost Highway. Fred, nakrywa swoją żonę Renee na spółkowaniu z Laurentem w pokoju nr 26, sam czeka pod numerem 25, aż kobieta wyjdzie. Gdy Renee wychodzi (ubrana w suknię jak na przyjęciu u Andy'ego), Fred wpada do pokoju i porywa Dicka. Wrzuca go do bagażnika swojego samochodu i odjeżdża, wszystko zza zasłony obserwuje Mystery Man. Fred zatrzymuje się na pustyni, otwiera bagażnik, wywiązuje się walka między mężczyznami. Mystery Man wkłada nóż w rekę Freda, który podcina gardło Dickowi. Mystery Man umierającemu Laurentowi daje do ręki przenośny odtwarzacz wideo – widać film pornograficzny z udziałem Dicka i Renee. Mystery Man zabija z pistoletu Laurenta, szepce coś do ucha Fredowi i znika.
W domu Andy'ego na miejscu zbrodni są policjanci. Oglądają zdjęcie z szafki – tym razem są na nim jedynie Dick, Andy oraz Renee. Nie ma Alice. Jeden z policjantów mówi: "Nie ma czegoś takiego jak fatalny zbieg okoliczności"
Fred jedzie do siebie do domu, rzuca do domofonu "Dick Laurent nie żyje", zaczynają go ścigać detektywi, Fred ucieka na pustynię. W trakcie jazdy następuje zamiana w kogoś innego, w podobnej scenerii jak w więzieniu.

## Znaczenie fabuły
Niektóre źródła wskazują na podobieństwo fabuły filmu do noweli Ambrose Bierce'a "Przypadek na moście przy Owl Creek" ("An Occurrence at Owl Creek Bridge") w której to szczęśliwy powrót skazańca do domu okazuje się tylko i wyłącznie jego wizją, fantazją, marzeniem tuż przed egzekucją. O ile jednak w przypadku prozy Bierce’a pętla na szyi więźnia się zaciska, a tym samym kończy się wizja, to w filmie Lyncha wytyczenie takiej granicy jest niemożliwe. Co więcej reżyser nie daje widzowi żadnych informacji, która ze scen jest "realna" – i czy w ogóle taka jest. Patricia Arquette, odtwórczyni jednej z głównych ról, powiedziała: "Mężczyzna morduje żonę, jako że podejrzewa ją o niewierność. Jednak nie potrafi sobie z tym potem poradzić i załamuje się. Wtedy to próbuje sobie wyobrazić inny, lepszy świat, ale gość jest tak popieprzony, że nawet jego wyimaginowane życie się nie układa. Brak zaufania, szaleństwo siedzą w nim tak głęboko, że własna fantazja kończy się koszmarem". W innym miejscu powiedziała: "Film opowiada o obsesyjnej miłości, która nie musi się wydawać racjonalna dla kogoś innego. To jak wejście do umysłu ogarniętego obsesją. Zazwyczaj gram postacie utożsamiane z miłością, nadzieją, ale tutaj chodzi o mroczną stronę kobiety, jej element destrukcyjny. (...) Pierwotnie chciałam zagrać (Renee i Alice) jako dwie różne postacie, ale wtedy David powiedział: Nie, nie, nie – to jest jedna i ta sama osoba". Lynch w swojej książce napisał: "W czasie gdy z Barrym Giffordem pisaliśmy scenariusz do Zagubionej autostrady, elektryzowała mnie sprawa O.J. Simpsona. Nigdy na ten temat z Barrym nie rozmawiałem, ale wydaje mi się, że w pewien sposób film do tego nawiązuje. Co mnie uderzyło w kwestii Simpsona, to fakt, że potrafił się śmiać, pójść na golfa, jakby zupełnie nie przejmował się całym zamieszaniem. Zdumiewało mnie, jak osoba, która to wszystko zrobiła, potrafiła nadal funkcjonować. No i wtedy odkryliśmy ten wspaniały termin psychologiczny – fuga dysocjacyjna – opisujący zjawisko, gdy umysł oszukuje sam siebie, aby uciec od czegoś okropnego. Więc, w pewien sposób, Zagubiona autostrada jest właśnie o tym. A także o tym, że nic nie może być wiecznie skrywane". W innym miejscu dodał: "W którymś momencie, podczas kręcenia, nasza rzecznik czytała o chorobach psychicznych i wtedy wpadła na termin "fuga dysocjacyjna". Osoba cierpiąca na schorzenie kreuje w swojej głowie zupełnie nową tożsamość, nowych przyjaciół, nowy dom, nowe wszystko – i zapomina o przeszłości. To właśnie odnajdziemy w Zagubionej autostradzie, ponadto fuga to także termin muzyczny. Zaczyna się w pewien sposób, potem podąża w zupełnie innym kierunku, po to, aby wrócić do tego, co było na początku, w ten sposób odpowiada ona formie filmu".